# Instituto Nacional de Estadística e Informática (INEI)
Instituto Nacional de Estadística e Informática (INEI) ("Nationella Institutet för Statistik och Informatik") är ett halvstatligt peruanskt regeringsorgan som koordinerar, beräknar och utvärderar statistisk information för landet.

## Folkräkning
Senaste folkräkningen utförd av INEI är 2017 års folkräkning, som utfördes perioden 22 augusti till 5 november 2017.
Befolkningen uppgick då till 29.381.884 invånare.